# PlanetMath
PlanetMath è una enciclopedia matematica online, a carattere collaborativo e a contenuto libero. Il progetto è ospitato presso il Digital Library Research Lab del Virginia Tech.

## Origine
PlanetMath fu avviata in un momento in cui il popolare sito MathWorld, enciclopedia libera in rete, fu messo temporaneamente fuori servizio, per un periodo che sarebbe poi durato 12 mesi, a causa di un'ingiunzione legale nell'ambito di una controversia giudiziaria intentata dalla CRC Press contro la società Wolfram Research e il suo impiegato Eric Weisstein, ideatore di MathWorld.

## Contenuti e utilizzo nei termini della licenza GFDL
Tutti i contenuti sono scritti in LATEX e sono offerti sotto la licenza copyleft GNU Free Documentation License (GFDL).
Un autore che inizia un articolo diventa il detentore del copyright dell'articolo; a questo punto può scegliere se concedere il diritto di intervenire sull'articolo anche ad altri soggetti, individui o gruppi.
L'utente può creare collegamenti ipertestuali espliciti ad altri articoli, mentre è lo stesso sistema, in automatico, a trasformare alcune parole in collegamenti a un'altra voce che ne definisce il significato. Il contenuto di ogni articolo è classificato nell'area matematica pertinente per mezzo del Mathematics Subject Classification (MSC) della American Mathematical Society (AMS).
Gli utenti possono aggiungere all'articolo degli addenda, o degli errata, o partecipare alle discussioni, che possono essere raggiunte tramite i collegamenti presenti a fondo pagina. Esiste, inoltre, un sistema di messaggistica privata tra gli utenti.
Oltre agli articoli, sono presenti altre sezioni, come quella dei libri in formato elettronico liberamente scaricabili (e quella analoga di scritti matematici, chiamati Papers), il cui uso è concesso negli stessi termini della licenza libera. Gli indici dei libri e degli scritti disponibili, organizzati sia per soggetto matematico sia in ordine cronologico, sono presenti ai seguenti indirizzi:
- Books, su planetmath.org.
- Papers, su planetmath.org.

## Disponibilità off-line dei contenuti
L'enciclopedia, oltre che in linea, è disponibile anche in modo da permetterne la consultazione offline. Per questo motivo essa è messa a disposizione, conservando la medesima licenza, in altri formati.
I contenuti dell'enciclopedia vengono archiviati per mezzo di snapshot giornalieri scaricabili, ciascuno dei quali ne conserva l'intero contenuto in formato HTML.
L'enciclopedia è anche scaricabile, con la medesima licenza, in forma di libro, dal titolo Free Encyclopedia of Mathematics. Il libro, in due volumi, è presentato in tre formati: Portable Document Format, PostScript e nella versione estremamente più compatta in LATEX.
Il software su cui si basa PlanetMath, di tipo wiki, è scritto in Perl e viene eseguito in ambiente Linux su web server Apache. È conosciuto come Noösphere ed è messo a disposizione nei termini della licenza libera BSD License.